# District de Hinterrhein

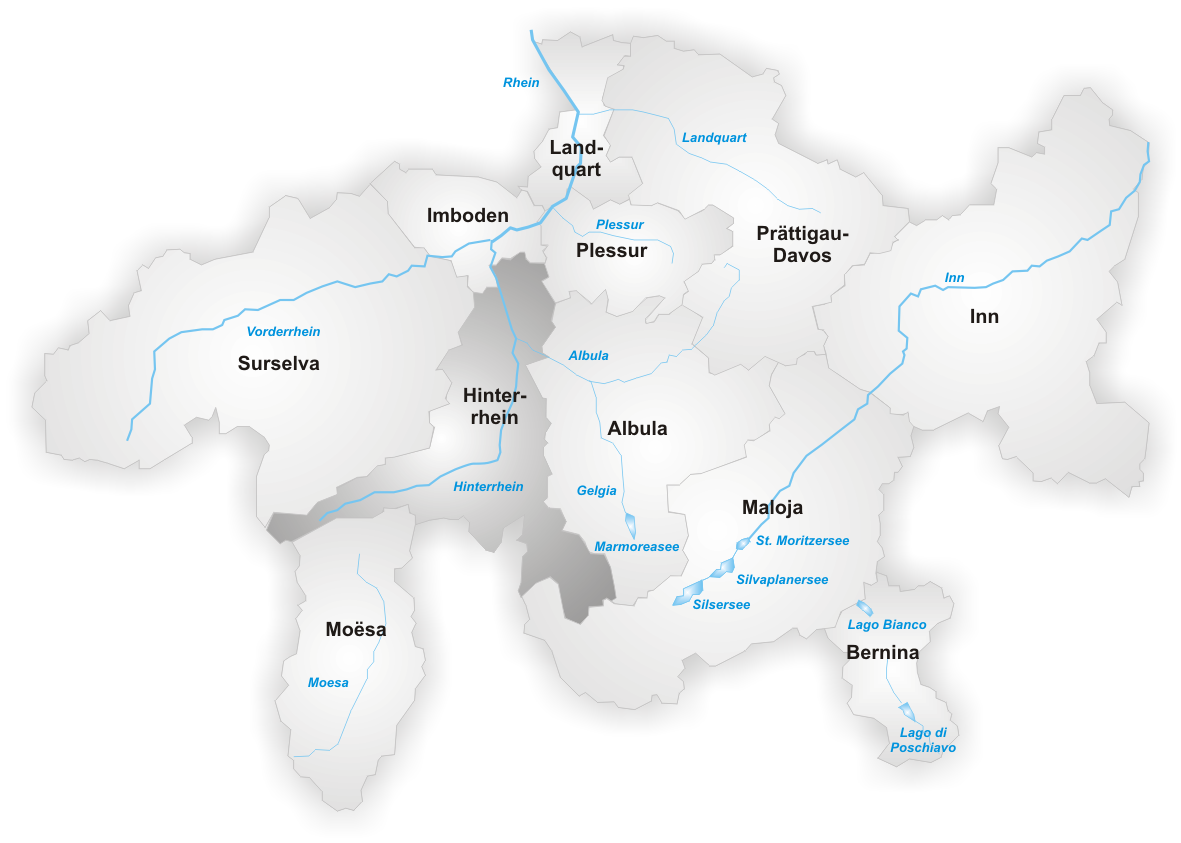
Le district de Hinterrhein.

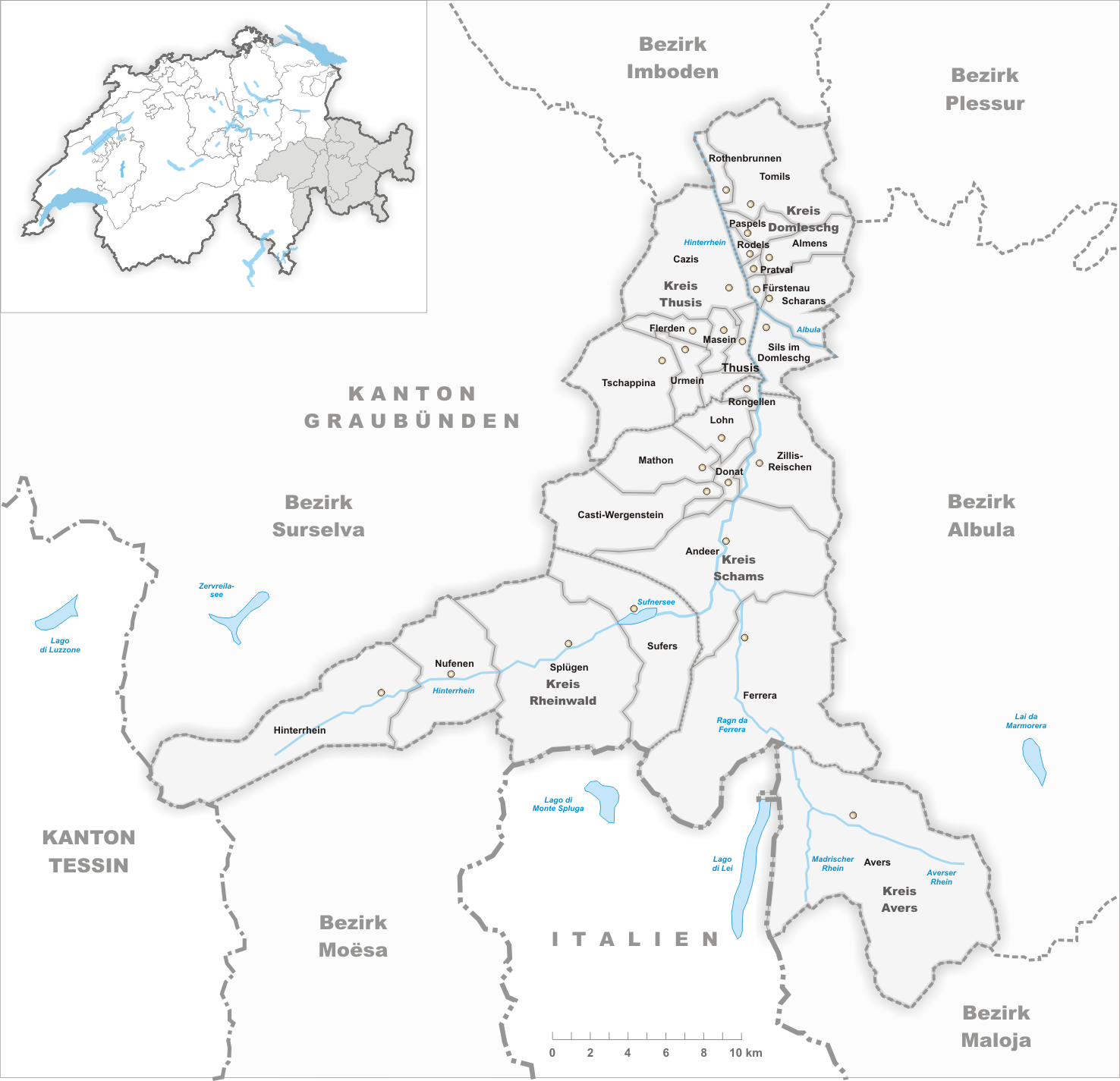
Les communes du district de Hinterrhein.

Le district de Hinterrhein était un des 11 districts du canton des Grisons en Suisse. 
Il comptait 24 communes réparties en cinq cercles communaux.
Il est remplacé le 1er janvier 2016 par la région de Viamala, qui reprend le même périmètre plus la commune de Mutten. 

## Communes

### Cercle communal d'Avers
- Avers

### Cercle communal de Domleschg
- Domleschg
- Fürstenau
- Rothenbrunnen
- Scharans
- Sils im Domleschg

### Cercle communal de Rheinwald
- Hinterrhein
- Nufenen
- Splügen
- Sufers

### Cercle communal de Schams
- Andeer
- Casti-Wergenstein
- Donat
- Ferrera
- Lohn
- Mathon
- Rongellen
- Zillis-Reischen

### Cercle communal de Thusis
- Cazis
- Flerden
- Masein
- Thusis
- Tschappina
- Urmein